# Thomson Summit
Der Thomson Summit ist ein 1515 m hoher und größtenteils verschneiter Berg im westantarktischen Ellsworthland. In den Behrendt Mountains ragt er zwischen Mount Goodman und Mount Chandler auf.
Eine von Peter Dewitt Rowley (* 1942) von der University of Texas geleitete Geologenmannschaft erkundete die Behrendt Mountains zwischen 1984 und 1985 im Rahmen des United States Antarctic Research Program. Auf Rowleys Vorschlag hin nahm das Advisory Committee on Antarctic Names 1985 die Benennung des Bergs vor. Namensgeberin ist die britische Geologin Janet Wendy Thomson vom British Antarctic Survey, die als Austauschwissenschaftlerin zu Rowleys Mannschaft gehörte und 1992 den Berg bestieg. Die Erstbesteigung gelang bereits im Januar 1966 einer Mannschaft von der University of Wisconsin.